# Academia de Aviación del Ejército de Tierra
La Academia de Aviación del Ejército de Tierra, antes conocida como  Centro de Enseñanza de las Fuerzas Aeromóviles del Ejército de Tierra es una academia militar española perteneciente al cuerpo del Ejército de Tierra.

## Historia
El centro se crea en 1973 debido a la alta necesidad de personal cualificado en el manejo de estos aparatos que produce la creación de las fuerzas aeromóviles del Ejército de Tierra, aspecto que insta a crear un Centro de Enseñanza exclusivo para instruir al personal en ese fin. Así, nace el Centro de Enseñanza de las FAMET en 1973, que será reconocido formalmente por el Ministerio en 1975.
En 2018 y con la creación de la especialidad fundamental de Aviación del Ejército de Tierra, el Centro de Enseñanza de las Fuerzas Aeromóviles del Ejército de Tierra pasa a designarse Academia de Aviación del Ejército de Tierra.

## Función
Desde aquel momento el Centro ha tenido una doble función, la de enseñar a los nuevos pilotos el manejo de los aparatos, en especial los helicópteros; y la de centro de estudios, análisis y ensayos sobre temas relacionados con la aeronáutica que sean relevantes para las Fuerzas Aeromóviles del Ejército de Tierra.